# Hinterzarten
Hinterzarten település Németországban, azon belül Baden-Württembergben. Lakosainak száma 2688 fő (2023. december 31.).

## Népesség
A település népessége az elmúlt években az alábbi módon változott:
| Lakosok száma | 1998 | 2217 | 2167 | 2166 | 2114 | 2417 | 2575 | 2632 | 2446 | 2688 |
|               | 1961 | 1967 | 1974 | 1980 | 1987 | 1993 | 2000 | 2006 | 2013 | 2023 |